# Seiichi Sakiya
Seiichi Sakiya (崎谷 誠一 Sakiya Seiichi?,  nacido el 1 de diciembre de 1950 en Hiroshima) es un exfutbolista japonés que se desempeñaba como delantero.
Sakiya jugó 3 veces para la Selección de fútbol de Japón entre 1971 y 1972.

## Trayectoria

### Clubes
| Club         | País  | Año         |
| ------------ | ----- | ----------- |
| Nippon Steel | Japón | 1969 - 1981 |

### Selección nacional
| Selección | País  | Año         |
| --------- | ----- | ----------- |
| Absoluta  | Japón | 1971 - 1972 |

## Estadística de equipo nacional
| Selección de Japón | Selección de Japón | Selección de Japón |
| Año                | Part.              | Goles              |
| ------------------ | ------------------ | ------------------ |
| 1971               | 2                  | 0                  |
| 1972               | 1                  | 0                  |
| Total              | 3                  | 0                  |